# Кронић палата
Кронић палата је велелепно здање у Сомбору, у Западнобачком округу, подигнуто почетком 20. века. Палата је некада било породично здање др Стевана Кронића, данас је то Привредни суд у Сомбору. Здање Кронић палате има статус заштићеног споменика културе.

## Локација
Кронић палата се налази на једном од сомборских венаца – Венцу војводе Живојина Мишића. Прочеље зграде гледа на Венац и према Читаоничкој улици, а бочне фасаде на две суседне улице Косовску и Благојевићеву улицу.

## Историја
Имућни сомборски адвокат и земљопоседник др Стеван Кронић подигао је почетком 20. века, на Венцу војводе Живојина Мишића, породично здање класичне лепоте у стилу еклектицизма, које су Сомборци касније прозвали Кронић палатом.
Архитектонски пројекат зграде је сачинио је 1903. године патријаршијски архитекта Владимир Николић, према замислима Кронићеве супруге Јелене, која је водила порекло из угледне, утицајне и богате сомборске породице Вујић. Др Јован Кронић је затражио од градских власти исте године дозволу за градњу да би оно било делимично довршено четири године касније, а потпуно тек након шест година. На градилишту је радило и по сто грађевинских радника које је надгледао предузимач Карло Бернард.
Уочи Првог светског рата, Стеван Кронић је нагло и потпуно материјално пропао, услед огромних трошкова за зидање, као и раскошног живота своје породице.
Подизао је банкарске зајмове које није враћао, па му је судским путем одузета земља и већи део остале покретне и непокретне имовине, али не и Кронић палата.
Након смрти Стевана Кронића 1920. године палата је остала у власништву породице, све до смрти Јелене Кронић 1927. године.
Након тога Кронић палата је претворена у ђачки дом или Строго васпитни завод "Стефанеум" (назван по имену др Стевана Кронића), који је водио барон Владимир Рајачић, зет др Стевана Кронића. Дом је био под државним надзором и препоруком, а представљао је један од најсавременијих мушких ђачких домова у Краљевини Југославији.
Дом је имао централно грејање, купатила, зимску башту, хол, салу за музику, амбуланту, игралиште, радио, трпезарију, кухињу, двориште са ружичњаком и зеленилом, те ладњацима или сеницама, а сваки ђак је имао свој радни сто под кључем. Питомци су за сав овај луксуз месечно морали унапред да плате високу цену па су овде боравила, само деца из имућних породица.
Трошкови одржавања зграде били су све већи, прилив новца све мањи. Мирослава Кронић, ћерка др Стевана Кронића и њен супруг Владимир Рајачић решили су да здање ипак продају.
Угледни сомборски апотекар Ђорђе Ђурица Антић је 1938. године купио здање Кронић палате али ју је поклонио новој партизанској власти убрзо по ослобођењу.
У време окупације, од 1941. до 1944. године, у згради Кронић палате био је смештен мађарски Окружни суд, са судским затвором у подруму.
Непосредно након ослобођења овде су нове партизанске власти сместиле свој преки војни суд и затвор. У дворишту и подруму зграде вршена су мучења, па и убиства затворених, или су заточеници одавде били вођени на стрељање изван града.
После 1945. године у Кронић палати се налазио Пољопривреди суд, па Раднички дом, са Радничким универзитетом и седиштем Среског већа Савеза синдиката Југославије, чији се грб још увек налази на врху прочеља зграде, затим Задружна штедионица, Комунална банка, Удружење пензионера и Културно-просветна заједница.
Седамдесетих година 20. века градска власт је дозволила да у подруму здања буде смештен први сомборски диско-клуб, који је овде радио неколико година.
У  пролеће 2007. године, тадашња сомборска градска власт је у ходнику Кронић палате поставила спомен-плочу свим невино страдалим у овој згради.

## Изглед Кронић палате
Кронић палата се састоји од сутерена, високог приземља и спрата. Основа куће саграђена је у облику обрнутог ћириличног слова П и имала је благо избачен испад на прочељу фасаде, са масивном двокрилном и полукружно засведеном капијом, изнад које су постављене музе са књигом у десној и граном у левој руци. Изнад капије налази се балкон са балустрадама, на две моћне и раскошне конзоле.
Посебну препознатљивост зграде чине две бочне угаоне куле (кибицфенстери у виду бочних угаоних кула), са три уска полукружна прозора и куполастим мансардама на врху, које подсећају на руску црквену архитектуру, а које су биле израђене у Будимпешти, те пренете у Сомбор. Ови бочни кибицфенстери кружног облика, ослоњени су на масивне стубове и подржани су вутама. Кровни венац зграде почива на конзолама.
Оба бочна крила имају по шест правоугаоних прозора у приземљу и шест полукружних на спрату. Богата декоративна пластика на фасади била је дело италијанских мајстора. Сва декоративна пластика на уличним фасадама има искључиво флоралне мотиве, изузимајући две женске фигуре изнад самих улазних врата у палату.
Велик хол, осам пространих соба на спрату и некад адвокатска канцеларија др Кронића биле су намештене луксузно и богато. Све просторије имале су раскошне рељефе и уметнички начињене штукатуре. Кронићева палата имала је и сопствени артески бунар, дубок 160 метара, који је обезбеђивао текућу воду у целој згради.
У великој мери на овој палати постављени су декоративни украси, али и конструктивни елементи од кованог гвожђа. У дворишном делу, форму здања обрнутог ћириличног слова П ремети масивна конструкција од кованог гвожђа, застакљена провидним касетираним стакленим пољима.
На овој конструкцији од кованог квожђа постављена је купола у облику полулопте. Подрумски прозори такође су заштићени украсном решетком од кованог гвожђа. На врху слемена крова, и на врху куполе, налазе се две ограде израђене од кованог гвожђа, које су до данас неоштећене и које су задржале своју лепоту.

### Просторије здања и њихов изглед
Током  више од сто година, зграда је променила неколико намена, те је сваки пут мењано нешто у функционалној организацији, преграђиване су просторије, али се основни принципи и њихова намена могу наслутити.
Када је палата Кронић подигнута, намена палате била је стамбена, подрум је служио за потребе оставе, у приземљу је становала послуга, а на спрату су биле стамбене просторије породице Кронић.
Приземље зграде формирано је дуж два ходника. Први ходник је управан на улазна врата, а други је под правим углом на њега. Из тог другог ходника могуће је ући у све просторије. Може се претпоставити да су у питању биле просторије за становање послуге, и велика кухиња.
Из правца улазних врата када се продужи право стиже се у веома добро осветљени хол, са спиралним степеништем и оградом од кованог гвожђа. Оно води на спрат палате, тј. у хол на спрату. Хол на спрату одвојен је од великог салона великим застакљеним вратима из неколико сегмената.
На спрату постоји неколико салона и соба великих димензија, посебно три дворане са оријентацијом према западу. Једна од њих, најрепрезентативнија поклапа се са ширином средишњег ризалита, док су две бочне меправилног облика, са нишама у угловима и три уска прозора, а који се налазе на кибицфенстерима. Остале просторије на спрату такође су великих димензија. Осим централног степеништа, у згради је изведено још једно степениште које повезује све етаже од подрума до тавана.

### Ентеријер зграде
У ентеријеру зграде доминира репрезентативна обрада столарије, степениште са оградом од кованог гвожђа, обрада зидова, као и детаљи од кованог гвожђа. 
У холу приземља и спрата, постављени су стубови са јонским капителима, и ови капители израђени су од гипса као и велики број украса унутар палате.
Италијански мајстори декоративне пластике, ангажовани на радовима на палати «Кронић», и поред углавном флоралних мотива, унели античке мотиве, музе, анђеоске ликове и – сцене из лова, као и трофеје из лова. Декоративна пластика у ентеријеру рађена је од гипса, и налази се у великом броју у свим дворанама у палати.

## Кронић палата данас
Од 1970. године (па до данас) овде је, током времена мењајући своје називе, смештен Привредни суд.
Од 1969. године ово здање има статус заштићеног споменика културе. Некада раскошна палата, данас је у поседу републичког Министарства правде и већ годинама ова зграда, а посебно њена фасада, неумитно пропадају.

## Галерија
- Кронић палата
- Кронић палата
- Кронић палата
- Кронић палата
- Кронић палата
- Кронић палата